# Volley Club Padova 2005-2006
Questa voce raccoglie le informazioni riguardanti il Volley Club Padova nelle competizioni ufficiali della stagione 2005-2006.

## Stagione
La stagione 2005-06 è per il Volley Club Padova, sponsorizzato dalla Megius, la prima in Serie A1, grazie alla promozione ottenuta nell'annata precedente con la vittoria del campionato di Serie A2; la squadra, con in panchina il confermato Daniele Rampazzo, viene quasi del tutto modificata, confermando alcune giovani, come Enrica Merlo e Chiara Dall'Ora, ed acquistando giocatrici esperte come Nadia Centoni, Manuela Leggeri, Mirela Corjeutanu e Regla Torres, poi ceduta a campionato in corso e sostituita dalla dominicana Cindy Rondón.
Il campionato si apre con due sconfitte consecutive, a cui fanno seguito tre successi: il resto del girone di andata, chiuso all'ottavo posto, però vede risultati esclusivamente negativi, eccetto un'unica vittoria sullo Start Volley Arzano. Anche il girone di ritorno si apre con tre sconfitte di fila, interrotta da una vittoria contro l'Airone: sarà una delle tre vittorie che la squadra riuscirà a conquistare nella seconda parte del campionato, oltre a quelle sul Giannino Pieralisi Volley e sul Chieri Volley; la regular season si chiude con il nono posto in classifica, risultato non utile per qualificarsi ai play-off scudetto.
Il nono posto al termine della regular season permette al club di Padova di partecipare alla Coppa di Lega: nella fase a gironi affronta la Pallavolo Sirio Perugia ed il Santeramo Sport, rimediando due sconfitte; chiuso il girone all'ultime posto, viene eliminata dalla competizione.
Stessa sorte anche in Coppa Italia, a cui sono qualificate tutte le squadre partecipanti alla Serie A1 2005-06: negli ottavi di finale viene eliminata dal club di Jesi, perdendo sia la gara di andata che quella di ritorno.

## Organigramma societario
Area direttiva
- Presidente: Lino Borgo

Area tecnica
- Allenatore: Daniele Rampazzo
- Allenatore in seconda: Andrea Lazzaro
- Scout man: Giorgio Tomasetto

Area sanitaria
- Medico: Marco Perin
- Preparatore atletico: Daniele Rampazzo
- Fisioterapista: Michele Gallina

## Rosa
| N° | Nome               | Ruolo | Data di nascita  | Nazionalità sportiva |
| -- | ------------------ | ----- | ---------------- | -------------------- |
| 2  | Enrica Merlo       | L     | 28 dicembre 1988 | Italia               |
| 3  | Saara Loikkanen    | S     | 31 maggio 1980   | Finlandia            |
| 4  | Manuela Leggeri    | C     | 9 maggio 1976    | Italia               |
| 5  | Chiara Dall'Ora    | C     | 11 gennaio 1983  | Italia               |
| 6  | Maniero Anna       | S     | -                | Italia               |
| 7  | Olessya Kulakova   | C     | 31 gennaio 1977  | Germania             |
| 8  | Slavka Ouzunova    | S     | 30 luglio 1970   | Bulgaria             |
| 9  | Nadia Centoni      | S/O   | 16 giugno 1981   | Italia               |
| 10 | Regla Torres       | C     | 12 febbraio 1975 | Cuba                 |
| 11 | Cindy Rondón       | C     | 12 novembre 1988 | Rep. Dominicana      |
| 12 | Francesca Vannini  | P     | 29 maggio 1973   | Italia               |
| 13 | Barbara Barbieri   | L     | 5 dicembre 1975  | Italia               |
| 14 | Biljana Gligorović | P     | 31 gennaio 1982  | Croazia              |
| 15 | Mirela Corjeutanu  | S     | 6 luglio 1977    | Romania              |

## Mercato
| Acquisti | Acquisti           | Acquisti           | Acquisti   |
| R.       | Nome               | da                 | Modalità   |
| -------- | ------------------ | ------------------ | ---------- |
| S/O      | Nadia Centoni      | Robursport Pesaro  | definitivo |
| S        | Mirela Corjeutanu  | Sassuolo           | definitivo |
| P        | Biljana Gligorović | Santeramo          | definitivo |
| C        | Olessya Kulakova   | inattiva           | definitivo |
| C        | Manuela Leggeri    | Giannino Pieralisi | definitivo |
| S        | Saara Loikkanen    | Datovoc Tongeren   | definitivo |
| S        | Slavka Ouzunova    | ?                  | definitivo |
| C        | Cindy Rondón       | Modeca             | definitivo |
| C        | Regla Torres       | ?                  | definitivo |
| P        | Francesca Vannini  | Giannino Pieralisi | definitivo |

| Cessioni | Cessioni             | Cessioni      | Cessioni   |
| R.       | Nome                 | a             | Modalità   |
| -------- | -------------------- | ------------- | ---------- |
| S        | Greta Cicolari       | Castelfidardo | definitivo |
| C        | Alessandra Crozzolin | Vicenza       | definitivo |
| P        | Giulia Pincerato     | Esperia       | definitivo |
| S        | Valentina Rania      | Esperia       | definitivo |
| C        | Elena Signori        | Busto Arsizio | definitivo |
| S        | Vanja Sokolova       | Effe Isernia  | definitivo |
| P        | Rossana Spinato      | Sacrata       | definitivo |
| S        | Alessandra Teixeira  | Sacrata       | definitivo |
| C        | Regla Torres         | ?             | definitivo |
| S        | Giulia Zaffin        | ?             | definitivo |

## Risultati

### Serie A1

#### Girone di andata
| 1ª giornata - 9 ottobre 2005 PalaNorda, Bergamo                   | Bergamo            | 3 - 0 | Club Padova       | 25-17, 25-20, 25-18               |
| 2ª giornata - 12 ottobre 2005 PalaArcella, Padova                 | Club Padova        | 0 - 3 | Asystel           | 23-25, 19-25, 15-25               |
| 3ª giornata - 16 ottobre 2005 PalaGalassi, Forlì                  | Forlì              | 1 - 3 | Club Padova       | 25-18, 24-26, 23-25, 18-25        |
| 4ª giornata - 30 ottobre 2005 PalaArcella, Padova                 | Club Padova        | 3 - 2 | Airone            | 25-14, 19-25, 25-10, 15-25, 15-10 |
| 5ª giornata - 6 novembre 2005 Palasport Città di Vicenza, Vicenza | Vicenza            | 1 - 3 | Club Padova       | 25-23, 12-25, 23-25, 23-25        |
| 6ª giornata - 26 novembre 2005 PalaArcella, Padova                | Club Padova        | 1 - 3 | Robursport Pesaro | 16-25, 25-21, 24-26, 25-27        |
| 7ª giornata - 4 dicembre 2005 PalaArcella, Padova                 | Club Padova        | 3 - 0 | Arzano            | 25-17, 25-19, 33-31               |
| 8ª giornata - 10 dicembre 2005 PalaTriccoli, Jesi                 | Giannino Pieralisi | 3 - 1 | Club Padova       | 25-23, 19-25, 25-18, 25-20        |
| 9ª giornata - 18 dicembre 2005 PalaArcella, Padova                | Club Padova        | 2 - 3 | Sirio Perugia     | 16-25, 25-19, 25-20, 13-25, 12-15 |
| 10ª giornata - 8 gennaio 2006 PalaMaddalene, Chieri               | Chieri             | 3 - 0 | Club Padova       | 25-13, 25-14, 25-17               |
| 11ª giornata - 15 gennaio 2006 PalaArcella, Padova                | Club Padova        | 1 - 3 | Santeramo         | 19-25, 21-25, 25-21, 21-25        |

#### Girone di ritorno
| 12ª giornata - 21 gennaio 2006 PalaArcella, Padova                  | Club Padova       | 0 - 3 | Bergamo            | 22-25, 20-25, 17-25               |
| 13ª giornata - 25 gennaio 2006 PalaDalLago, Novara                  | Asystel           | 3 - 0 | Club Padova        | 25-23, 26-24, 25-15               |
| 14ª giornata - 29 gennaio 2006 PalaArcella, Padova                  | Club Padova       | 0 - 3 | Forlì              | 17-25, 22-25, 24-26               |
| 15ª giornata - 5 febbraio 2006 PalaITC, Tortolì                     | Airone            | 0 - 3 | Club Padova        | 24-26, 18-25, 12-25               |
| 16ª giornata - 19 febbraio 2006 PalaArcella, Padova                 | Club Padova       | 1 - 3 | Vicenza            | 16-25, 20-25, 25-21, 22-25        |
| 17ª giornata - 26 febbraio 2006 PalaDionigi, Sant'Angelo in Lizzola | Robursport Pesaro | 3 - 0 | Club Padova        | 26-24, 25-20, 25-18               |
| 18ª giornata - 5 marzo 2006 PalaCasoria, Casoria                    | Arzano            | 3 - 2 | Club Padova        | 23-25, 25-21, 27-25, 23-25, 15-13 |
| 19ª giornata - 12 marzo 2006 PalaArcella, Padova                    | Club Padova       | 3 - 1 | Giannino Pieralisi | 25-17, 22-25, 25-23, 25-18        |
| 20ª giornata - 7 marzo 2006 PalaEvangelisti, Perugia                | Sirio Perugia     | 3 - 0 | Club Padova        | 27-25, 25-17, 25-21               |
| 21ª giornata - 26 marzo 2006 PalaArcella, Padova                    | Club Padova       | 3 - 2 | Chieri             | 25-22, 25-23, 21-25, 17-25, 15-13 |
| 22ª giornata - 2 aprile 2006 PalaCooper, Santeramo in Colle         | Santeramo         | 3 - 2 | Club Padova        | 22-25, 25-19, 23-25, 28-26, 15-12 |

### Coppa Italia

#### Fase a eliminazione diretta
| Ottavi di finale (andata) - 2 novembre 2005 PalaArcella, Padova | Club Padova        | 1 - 3 | Giannino Pieralisi | 25-27, 25-17, 22-25, 23-25       |
| Ottavi di finale (ritorno) - 7 dicembre 2005 PalaTriccoli, Jesi | Giannino Pieralisi | 3 - 2 | Club Padova        | 18-25, 25-19, 25-14, 18-25, 15-8 |

### Coppa di Lega

#### Fase a gironi
| 1ª giornata - 15 aprile 2006 PalaArcella, Padova            | Club Padova | 2 - 3 | Sirio Perugia | 25-21, 19-25, 17-25, 25-17, 13-15 |
| 2ª giornata - 19 aprile 2006 PalaCooper, Santeramo in Colle | Santeramo   | 3 - 1 | Club Padova   | 25-17, 25-19, 23-25, 25-21        |

## Statistiche

### Statistiche di squadra
| Competizione  | Punti | In casa | In casa | In casa | In trasferta | In trasferta | In trasferta | Totale | Totale | Totale |
| Competizione  | Punti | G       | V       | P       | G            | V            | P            | G      | V      | P      |
| ------------- | ----- | ------- | ------- | ------- | ------------ | ------------ | ------------ | ------ | ------ | ------ |
| Serie A1      | 22    | 11      | 4       | 7       | 11           | 3            | 8            | 22     | 7      | 15     |
| Coppa Italia  | -     | 1       | 0       | 1       | 1            | 0            | 1            | 2      | 0      | 2      |
| Coppa di Lega | 1     | 1       | 0       | 1       | 1            | 0            | 1            | 2      | 0      | 2      |
| Totale        | -     | 13      | 4       | 9       | 13           | 3            | 10           | 26     | 7      | 19     |

G = partite giocate; V = partite vinte; P = partite perse

### Statistiche dei giocatori
| Giocatore     | Serie A1 | Serie A1 | Serie A1 | Serie A1 | Serie A1 | Coppa Italia | Coppa Italia | Coppa Italia | Coppa Italia | Coppa Italia | Coppa di Lega | Coppa di Lega | Coppa di Lega | Coppa di Lega | Coppa di Lega | Totale | Totale | Totale | Totale | Totale |
| Giocatore     | P        | PT       | AV       | MV       | BV       | P            | PT           | AV           | MV           | BV           | P             | PT            | AV            | MV            | BV            | P      | PT     | AV     | MV     | BV     |
| ------------- | -------- | -------- | -------- | -------- | -------- | ------------ | ------------ | ------------ | ------------ | ------------ | ------------- | ------------- | ------------- | ------------- | ------------- | ------ | ------ | ------ | ------ | ------ |
| B. Barbieri   | 15       | -        | -        | -        | -        | 1            | -            | -            | -            | -            | 2             | -             | -             | -             | -             | 18     | -      | -      | -      | -      |
| N. Centoni    | 22       | 397      | 347      | 39       | 11       | 2            | 43           | 37           | 5            | 1            | 2             | 44            | 38            | 6             | 0             | 26     | 484    | 422    | 50     | 12     |
| M. Corjeutanu | 22       | 280      | 229      | 37       | 14       | 2            | 30           | 23           | 5            | 2            | 0             | 0             | 0             | 0             | 0             | 24     | 310    | 252    | 42     | 16     |
| C. Dall'Ora   | 13       | 74       | 45       | 26       | 3        | 2            | 17           | 7            | 9            | 1            | 0             | 0             | 0             | 0             | 0             | 15     | 91     | 52     | 35     | 4      |
| B. Gligorović | 16       | 23       | 10       | 12       | 1        | 1            | 7            | 4            | 2            | 1            | 0             | 0             | 0             | 0             | 0             | 17     | 30     | 14     | 14     | 2      |
| O. Kulakova   | 7        | 57       | 41       | 13       | 3        | -            | -            | -            | -            | -            | 2             | 25            | 24            | 1             | 0             | 9      | 82     | 65     | 14     | 3      |
| M. Leggeri    | 22       | 181      | 113      | 64       | 4        | 2            | 14           | 9            | 5            | 0            | 2             | 39            | 24            | 14            | 1             | 26     | 234    | 146    | 83     | 5      |
| S. Loikkanen  | 18       | 180      | 137      | 32       | 11       | 2            | 12           | 10           | 2            | 0            | 2             | 4             | 3             | 1             | 0             | 22     | 196    | 150    | 35     | 11     |
| A. Maniero    | -        | -        | -        | -        | -        | 0            | 0            | 0            | 0            | 0            | -             | -             | -             | -             | -             | 0      | 0      | 0      | 0      | 0      |
| E. Merlo      | 19       | 1        | 1        | -        | -        | 2            | -            | -            | -            | -            | 2             | 2             | -             | 1             | 1             | 23     | 3      | 1      | 1      | 1      |
| S. Ouzunova   | 11       | 17       | 16       | 0        | 1        | 1            | 7            | 5            | 2            | 0            | 0             | 0             | 0             | 0             | 0             | 12     | 24     | 21     | 2      | 1      |
| C. Rondón     | 4        | 39       | 31       | 5        | 3        | -            | -            | -            | -            | -            | 2             | 32            | 27            | 4             | 1             | 6      | 71     | 58     | 9      | 4      |
| R. Torres     | 6        | 69       | 49       | 17       | 4        | 0            | 0            | 0            | 0            | 0            | -             | -             | -             | -             | -             | 6      | 69     | 49     | 17     | 4      |
| F. Vannini    | 19       | 29       | 22       | 5        | 2        | 1            | 4            | 2            | 2            | 0            | 2             | 4             | 2             | 0             | 2             | 22     | 37     | 26     | 7      | 4      |

P = presenze; PT = punti totali; AV = attacchi vincenti; MV = muri vincenti; BV = battute vincenti